# Dónal Finn
Dónal Finn (* 31. August 1995 in Dromina) ist ein irischer Schauspieler. 

## Leben und Karriere
Finn wurde als eines von acht Kindern einer Bauernfamilie im irischen Dorf Dromina im County Cork geboren. Als Junge nahm er in Cork an lokalen Theaterproduktionen teil. Mit einem dreijährigen Stipendium kam er an die London Academy of Music and Dramatic Art, wo er in seinem letzten Jahr den Sir Alec Guinness Award gewann. Nach seinem Abschluss erhielt er vor der Kamera zunächst Kleinrollen, etwa in einer Episode von The Witcher. Am Londoner Theater trat er in Albion neben Daisy Edgar-Jones und in Chasing Bono auf. 2022 spielte er in einer Produktion des Musicals Sing Sreet in Boston und in der Fernsehserie SAS: Rogue Heroes. Seit der zweiten Staffel 2023 der Serie Das Rad der Zeit übernimmt er die Hauptrolle Mat Cauthon, die in der ersten Staffel von Barney Harris gespielt worden war. Ab Februar 2024 spielt Finn in der ersten West-End-Produktion von Hadestown die führende Hauptrolle des Orpheus.

## Theaterauftritte
- 2018–2019: Chasing Bono (Soho Theatre)
- 2020: Albion (Almeida Theatre)
- 2022: Sing Street (Boston)
- 2024: Hadestown (Lyric Theatre)

## Filmografie (Auswahl)
- 2019: Johanna – Eine (un)typische Heldin (How to Build a Girl)
- 2019: The Witcher (1 Episode)
- 2020: Cursed – Die Auserwählte (Cursed, 1 Episode)
- 2022: Phantastische Tierwesen: Dumbledores Geheimnisse (Fantastic Beasts: The Secrets of Dumbledore)
- 2022–2025: SAS: Rogue Heroes (4 Episoden)
- 2023–2025: Das Rad der Zeit (The Wheel of Time, Fernsehserie)
- 2024: Four Letters of Love